# Hydrovatus antennatus
Hydrovatus antennatus là một loài bọ cánh cứng trong họ Bọ nước. Loài này được Peschet miêu tả khoa học năm 1924.